# Semliki (fiume)
Il Semliki (o Semuliki) è uno dei principali fiumi dell'Africa centrale. Nasce dal Lago Eduardo (Repubblica Democratica del Congo) e sfocia nel Lago Alberto (Uganda), per una lunghezza complessiva di 230 km circa.
Nei pressi del fiume vivono numerosi animali, fra cui elefanti, coccodrilli e antilopi.

## Decorso
Scorre verso nord, dopo la nascita dal Lago Eduardo nella Repubblica Democratica del Congo; percorre poi il confine fra il Congo e l'Uganda, attraversa poi l'Uganda occidentale nel distretto di Bundibugyo, vicino al Parco Nazionale Semuliki. Si getta infine nel lago Alberto a 1°13′21″N 30°30′14″E.